# الفقية (ملحان)

تعديل مصدري - تعديل

الفقية هي إحدى قرى عزلة بني وهب بمديرية ملحان التابعة لمحافظة المحويت، بلغ تعداد سكانها 1156 نسمة حسب تعداد اليمن لعام 2004.